# Giorgio Mastrota
Giorgio Mastrota (Milano, 15 maggio 1964) è un personaggio televisivo e conduttore televisivo italiano.

## Biografia
È nato a Milano da genitori originari di Civita, in provincia di Cosenza. Dopo aver vinto il titolo di "Uomo ideale" a "Il più bello d'Italia" nel 1988, ha cominciato a lavorare in TV con Gianfranco Funari. 
Nel 1991 è passato al circuito televisivo Italia 7, dove ha iniziato a collaborare nella conduzione della seconda edizione (1991-1992) del magazine TV USA Today con Stefano Gallarini, precedentemente affiancato da Marco Auletta (impegnato a giocare) su Odeon TV nella 1ª edizione (1990-1991) e, successivamente, da Riccardo Mazzoli nella 3ª. Il programma, andato in onda prima su Odeon TV e poi su Italia 7 nei primi Anni Novanta, era realizzato in collaborazione con il Gruppo Giochi Preziosi e dedicato a film, musica e videogiochi.
Nel 1991 ha recitato nella telenovela Manuela al fianco di Grecia Colmenares e Jorge Martínez. Tra i suoi programmi si segnalano Bellezze al bagno, Buongiorno Amica e Il nuovo gioco delle coppie su Rete 4 e alcuni concorsi di bellezza sulle reti Rai. L'ultima conduzione TV di Mastrota risale all'estate del 1995 con il gioco estivo Nati per vincere. 
Da quell'anno si è occupato soprattutto di televendite, che sono la tipologia di trasmissione per la quale è principalmente conosciuto, con un intervallo dovuto alla conduzione nel 1999 del programma Meteore - Alla ricerca delle stelle perdute. Nel 1996 ha condotto su Radio Capital il programma mattutino Capitalia al fianco di Manuela Doriani. Ha partecipato al programma Uomini e donne nel 2003. 
Nel 2009 ha condotto il programma sulle televendite Mercato italiano su Rete 4 e nel 2010 ha partecipato a Matricole & Meteore su Italia 1. Nella primavera 2013 ha preso parte, come aiuto-chef, al programma culinario La terra dei cuochi, condotto da Antonella Clerici su Rai 1. Nel 2018 ha preso parte alla serie TV Romolo + Giuly: La guerra mondiale italiana nel ruolo di uno dei massoni principali della Centrale del Male, affiancato da Tciù, pupazzo sadico e dall'umore instabile.
Nel 2020 ha partecipato, saltuariamente e in collegamento video, alla trasmissione Propaganda Live, parodiando sé stesso in televendite di prodotti inesistenti ma legati al contesto politico del momento. Nel dicembre 2024 partecipa in collegamento video alla maratona di beneficenza organizzata dallo streamer italiano Dario Moccia per la Fondazione Telethon. Durante il suo intervento vengono donati 29.000€. 

## Vita privata
Nel 1992 ha sposato a Madrid la showgirl spagnola Natalia Estrada, che aveva conosciuto mentre lavorava per Telecinco. Dopo aver avuto una figlia, Natalia Junior, che lo ha reso nonno nel 2018, la coppia si è separata nel 1998.
Dopo Natalia jr. ha avuto un figlio, Federico, nato nel 2001 dalla relazione con la modella brasiliana Carolina Barbosa.
Nel settembre 2022 ha sposato la sudamericana Floribeth Gutierrez, dalla quale aveva precedentemente avuto due figli: Matilde, nata nel 2013, e Leonardo, nato nel 2017.

## Nella cultura di massa
Il gruppo metal Nanowar of Steel gli ha dedicato il brano Giorgio Mastrota (The Keeper of Inox Steel). Nel 2018 Mastrota ha cantato con loro sul palco del Lucca Comics & Games. A seguito del successo del brano, la band ha creato un fumetto demenziale dal titolo Nanowar - I custodi dell'acciaio inox, con protagonista proprio Mastrota.
Nel 2021 la collaborazione con i Nanowar of Steel è proseguita con la registrazione del brano La Polenta Taragnarock e le riprese del relativo video musicale per il lancio della Polenta Taragnarock.

## Filmografia

### Cinema
- Diario di un vizio, regia di Marco Ferreri, non accreditato
- Cient'anne, regia di Ninì Grassia (1999)

### Televisione
- Manuela (1991)
- Camera Café (2007)
- Romolo + Giuly: La guerra mondiale italiana – serie TV (2018)[12]

## Programmi televisivi
- La donna ideale '88 (Rai 2, 1988)
- Improvvisando (Rai 2, 1989)
- Aspettando Mezzogiorno... È nata una Stella (Rai 2, 1989-1990)
- Un'italiana per Miss Mondo (Rai 1, 1990)
- Buon pomeriggio (Rete 4, 1990-1991)
- Buongiorno Amica (Rete 4, 1991-1992)
- È Domenica (Rete 4, 1991-1992)
- È Festa (Rete 4, 1991)
- Sette in Allegria (Italia 7, 1991)
- USA Today (Odeon TV, poi Italia 7, 1991-1992)
- Bellezze al bagno (Rete 4, 1992, 1993)
- Il grande circo di Rete 4 (Rete 4, 1992)
- Domenica al Circo (Rete 4, 1992)
- Fantastica Domenica (Rete 4, 1992)
- Telesveglia (Rete 4, 1992-1993)
- A casa nostra (Rete 4, 1992-1993)
- Domenica... A casa nostra (Rete 4, 1992-1993)
- Vacanze di Natale... A casa nostra (Rete 4, 1992-1993)
- Gran Capodanno... A casa nostra (Rete 4, 1992-1993)
- Il nuovo gioco delle coppie (Rete 4, 1993-1994)
- Il nuovo gioco delle coppie estate (Rete 4, 1993)
- La Battaglia delle Stelle (Rete 4, 1993)
- Affare Fatto (Canale 5 - Rete 4, 1993-1995) - programma di telepromozioni
- TG Rosa (Odeon TV, 1994)
- La grande magia di David Copperfield (Canale 5, 1994)
- Nati per vincere (Italia 1, 1995)
- Stelle del Mediterraneo (Rete 4, 1998)
- Meteore - Alla ricerca delle stelle perdute (Italia 1, 1999)
- Facce da quiz (Canale 5, 2001), gioco del "Mottovolante"
- Uomini e donne (Canale 5, 2003), tronista
- Mercato italiano (Rete 4, 2008-2010) - programma di telepromozioni
- Matricole & Meteore (Italia 1, 2010)
- La terra dei cuochi (Rai 1, 2013), aiuto-chef
- La pupa e il secchione (Italia 1, 2020) giudice
- Un sogno in affitto (Sky Uno, 2021)
- Alessandro Borghese - Celebrity Chef (TV8, 2022)
- Celebrity menù - Buone feste (Sky Uno, 2022) conduttore
- Casa Mastrota  (Food Network, dal 2024) conduttore
- I migliori anni (Rai 1, 2024)

## Discografia

### Partecipazioni
- 1989 - Amanda Lear, Uomini più uomini, nel brano Indovina chi sono
- 2021 - Nanowar of Steel, Italian Folk Metal, nel brano La Polenta Taragnarock